# برام نویتینک
برام نویتینک (زاده ۴ مه ۱۹۹۰) یک بازیکن فوتبال اهل هلند است. که در پست هافبک برای باشگاه فوتبال ان‌ئی‌سی نایمخن بازی می‌کند.